# Château de Wasselonne
Le château de Wasselonne est situé sur la commune de Wasselonne, dans le département du Bas-Rhin.
Il fait l’objet d'inscriptions au titre des monuments historiques en 1931 et 1932.

## Histoire

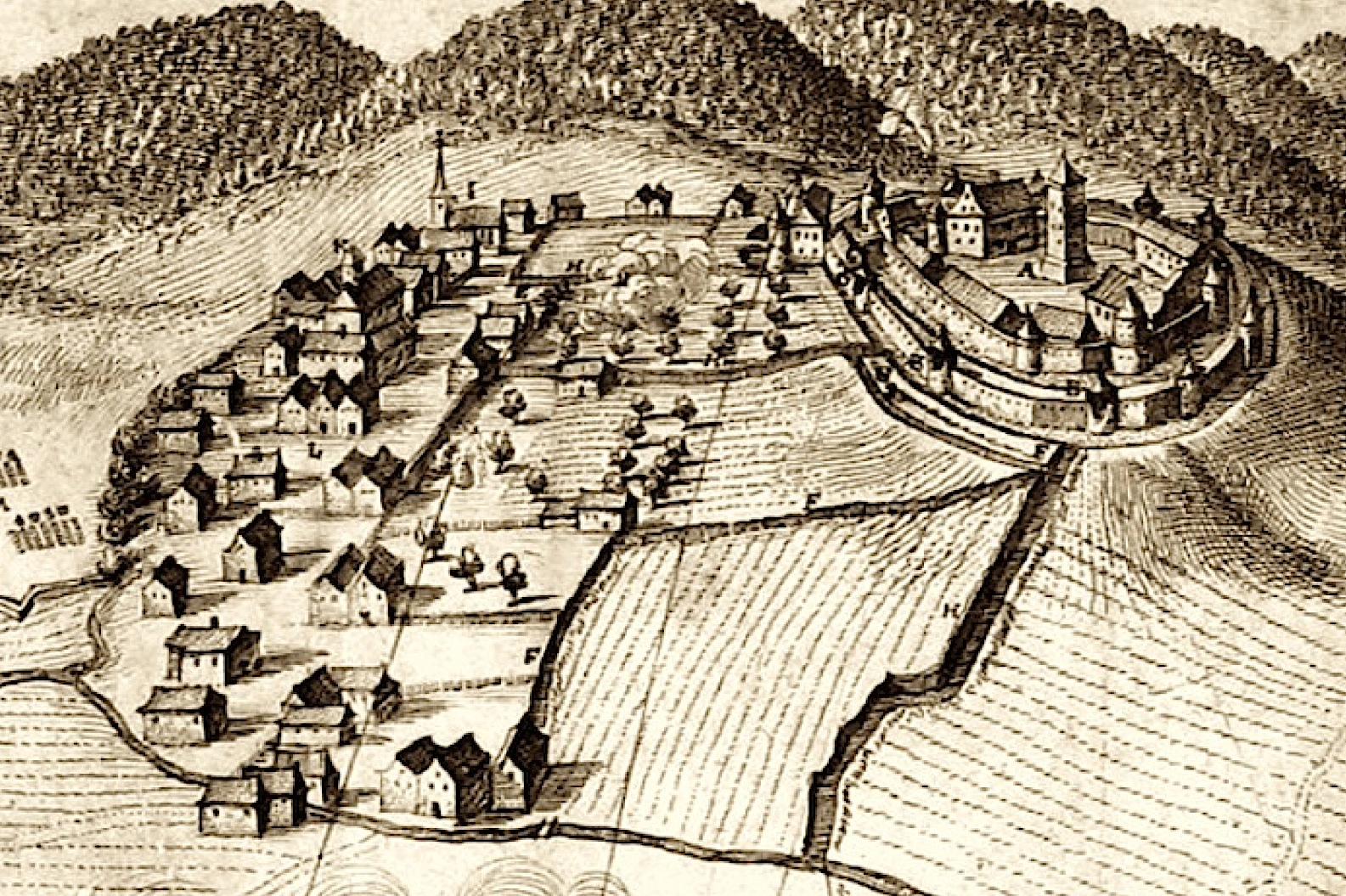
Wasselonne et son château en 1674, cuivre gravé par Mathias Mérian.

### De la construction auXIIIesiècle
Aucun texte n’évoque l’existence du château de Wasselonne avant le XIVe siècle. S’il existait entre le Xe siècle et le XIIIe siècle, il devait être de proportions plus modestes et n’avoir été développé en une puissante forteresse qu’à partir du XIVe siècle. Au début du XVe siècle, il est présenté comme l’une des forteresses les plus importantes de la Basse-Alsace. Le château possédait 27 tours, 5 énormes et 22 plus petites.
Le château de Wasselonne était le siège du bailliage de Wasselonne. Les pierres utilisées pour sa construction ont été extraites des carrières de grès rose du Kronthal, identiques à celles qui ont servi à la construction de la cathédrale de Strasbourg.

### XIVesiècle
En 1308, la moitié du ban communal de Wasselonne est inclus dans une transaction entre l'empereur Henri VII et les évêques de Strasbourg pour les faire renoncer à leurs prétentions sur Mulhouse.

### XVesiècle
Un mariage princier a lieu en 1425 entre Friedrich von Dahn, fils de Walther von Dahn, bailli de Basse-Alsace, descendant d’une famille de nobles palatins dont le château ancestral Altdahn se trouvait près de l’actuelle ville de Dahn dans le Palatinat et Eda von Waszelnheim, fille de Hans von Waszelnheim, bailli du fief impérial de Wasselonne. 
En 1447, pendant la Guerre de Wasselonne (1446-1448) que le Grand chapitre de Strasbourg eut à soutenir contre Guillaume, comte de Fénétrange et Walther von Dahn qui a possédé le fief impérial de Wasselonne de 1425 à 1483, Wasselonne fut assiégée et prise par ces derniers puis reprise par les troupes strasbourgeoises qui incendièrent le château en 1448. Il fut cependant reconstruit rapidement contrairement au château du Nideck, son voisin, lui aussi entièrement ravagé.

De tracé presque circulaire, se succédaient trois murs d’enceintes avec deux fossés sans eau. Une quinzaine de tours flanquaient les deux premières enceintes. Au centre, une haute tour carrée, ancien clocher d’église, faisait office de tour de guet.

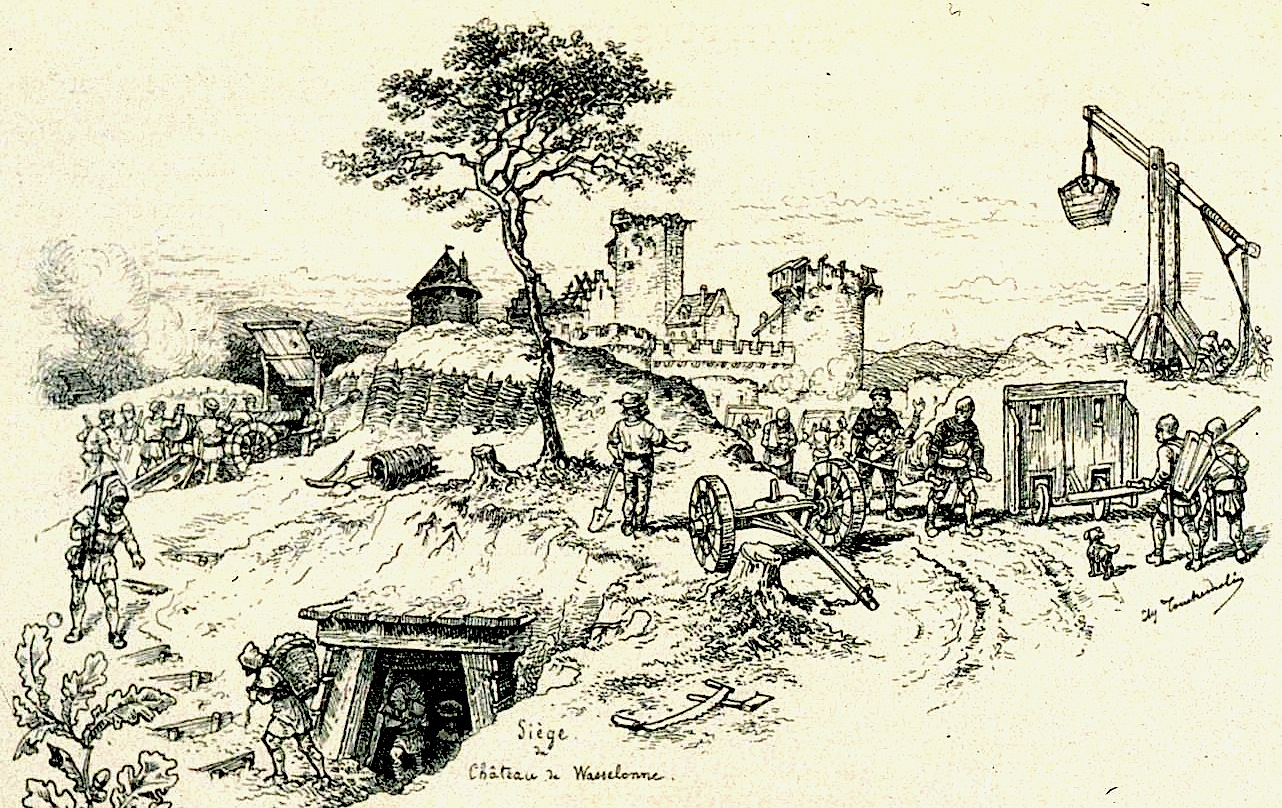
Siège du château pendant la Guerre de Wasselonne.

Walther von Dahn vendit à la ville de Strasbourg, en 1496, pour 7 000 florins florins, le château et le village de Wasselnheim, avec toutes les munitions de guerre, comme aussi Brechlingen, et la moitié des villages de Fridesheim et Utelnheim, vente à laquelle l’empereur Maximilien Ier du Saint-Empire a donné son consentement, sous la double condition que la ville de Strasbourg préposerait toujours un personnage noble, pour recevoir les investitures des empereurs, et que les Adeltzheim remplaceraient les biens vendus par d’autres, qu’ils achèteraient à concurrence de 1 000 florins, et qu’ils offriraient en fief à l’empire. La ville commit le chevalier Frédéric Bock, pour la représenter dans la première investiture, et l’empereur délégua le comte Henri de Hennenberg, écolâtre du grand chapitre, pour recevoir son serment. Les nobles de Lutzelburg, qui avaient un droit d’habitation dans le château de Wasselonne, ont de même vendu ce droit avec d’autres biens à la ville de Strasbourg, en 1506.

### XVIesiècle

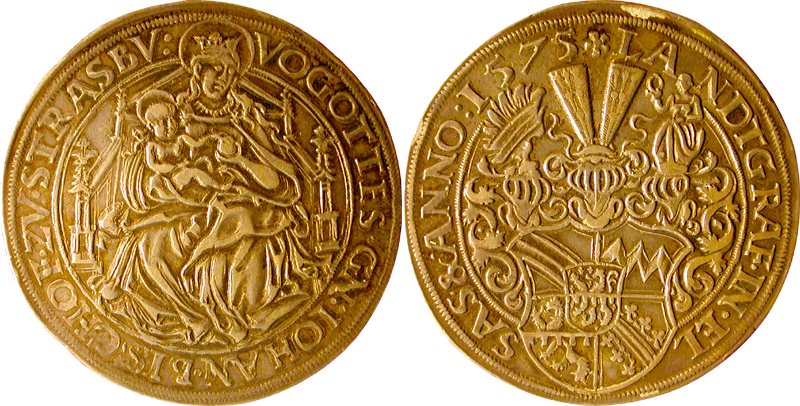
Évêché de Strasbourg,
Thaler de Jean de Manderscheid, 1575.

En décembre 1524, peu de temps après les premiers frémissements de la Réforme à Strasbourg, les responsables du bourg demandent au Magistrat un prédicateur évangélique. Andreas Keller-Cellarius sera son premier pasteur à partir de 1525 et Wasselonne passe à la Réforme.
L’évêque de Londres Edmund Grindal, qui devint en 1576 primat d’Angleterre, se réfugia à Wasselonne en mai 1554 pour se soustraire aux persécutions que sa volonté de réforme lui avait attirées sous le règne de la reine Mary I. Il s’instruisit de la langue allemande, au point qu'il y prêcha publiquement dans cette langue. Il y resta jusqu’en 1559.
Après la mort de Jean IV de Manderscheid (1569-1592), prince-évêque de Strasbourg et Landgrave de Basse-Alsace, Jean-George de Brandebourg (1577-1624), administrateur protestant et laïc de l’évêché de Strasbourg de 1592 à 1604 et le cardinal Charles II de Lorraine (1567-1607), s’étant disputé le siège épiscopal, il s’ensuivit la Guerre des évêques (1592-1604) qui mit l’Alsace rurale à feu et à sang et pendant laquelle Wasselonne fut occupée par les troupes du cardinal de Lorraine. Le 8 juillet 1592, la place forte de Wasselonne fut abandonnée par les Strasbourgeois.

### XVIIesiècle
À l’issue de la Guerre de Trente Ans (1618-1648), l’Alsace exsangue fut rattachée à la France de Louis XIV.
Le château fut au cours de la Guerre de Hollande (1672-1678) l’objet d’un litige entre le maréchal de Turenne (1611-1675) et les Brandebourg. Il fut occupé successivement par les troupes de Turenne et celles de Louvois.

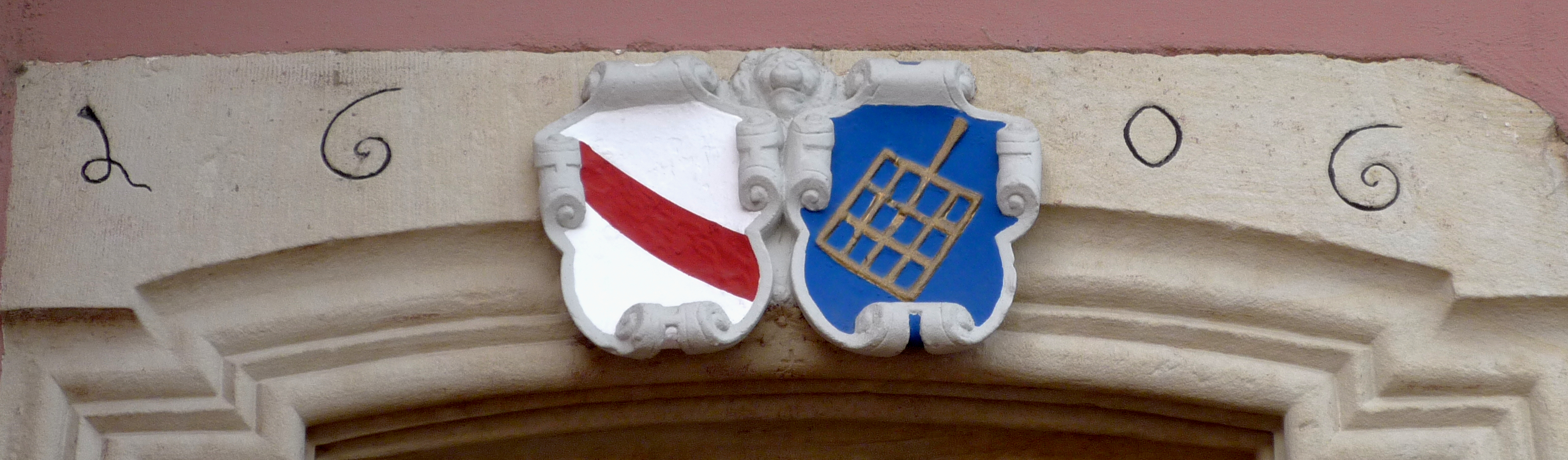
Wasselonne, sur la place du Marché,
linteau de porte armorié aux armes de Strasbourg et Wasselonne.

En 1674, pendant la campagne de Turenne en Alsace, la cité fut prise par les troupes françaises : le commandant de la place-forte avait permis à quelques soldats français d’entrer dans le château ; lorsque ceux-ci se virent en nombre, ils tombèrent sur la garnison de 140 hommes et prirent possession du château et de la ville où ils trouvèrent des approvisionnements considérables. Ils en furent expulsés le 30 octobre de la même année, par les troupes brandebourgeoises. Après un bombardement de trois jours, les lieux étaient partiellement détruits. Ils ne furent jamais reconstruits.

Après l’annexion au royaume de France, l’église de Wasselonne, alors réservée au culte luthérien, devient simultanée en 1686.

## Inscription à l’inventaire des Monuments historiques

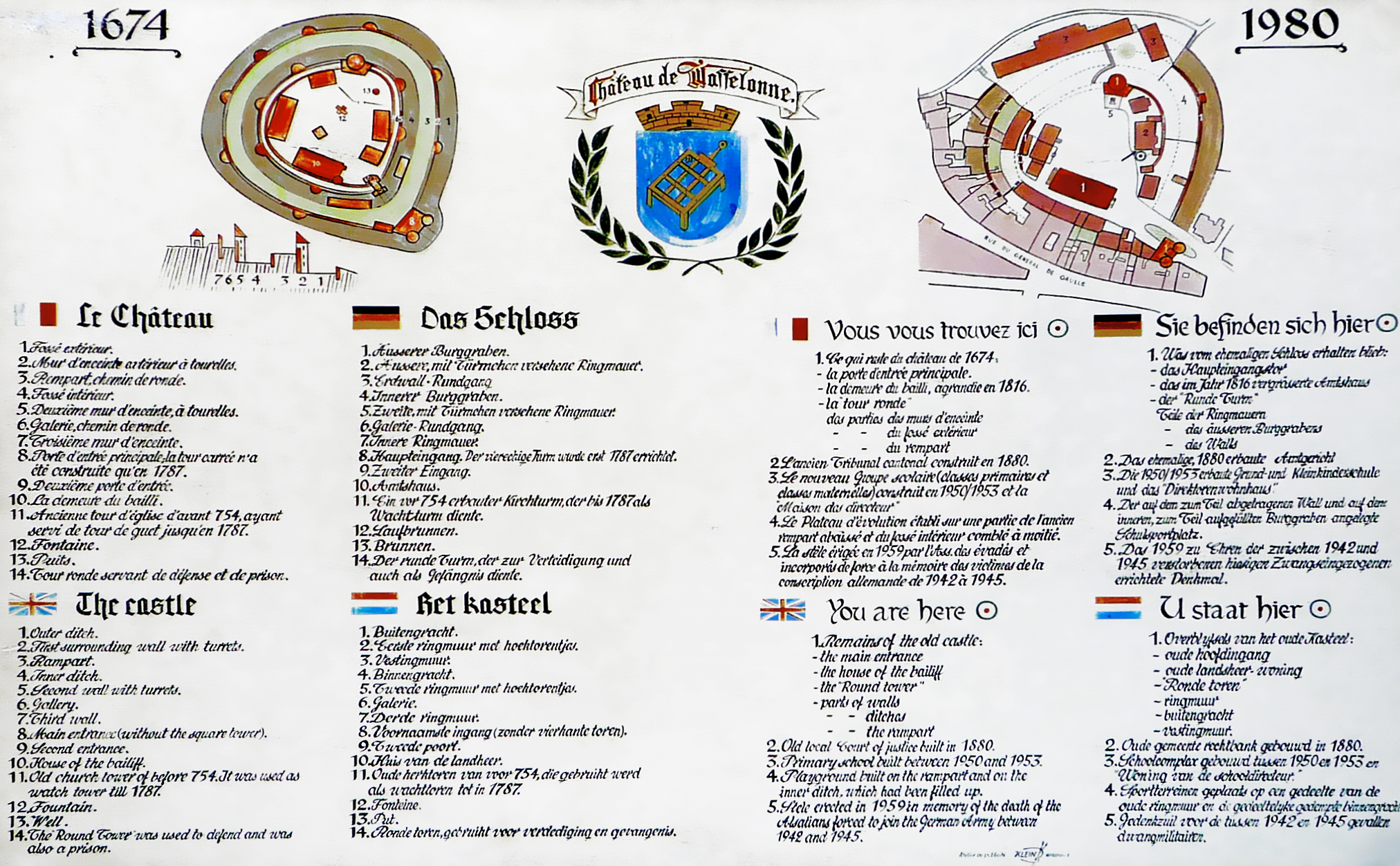
Le panneau d’information du château
réalisé en 1980 et placé dans la cour.

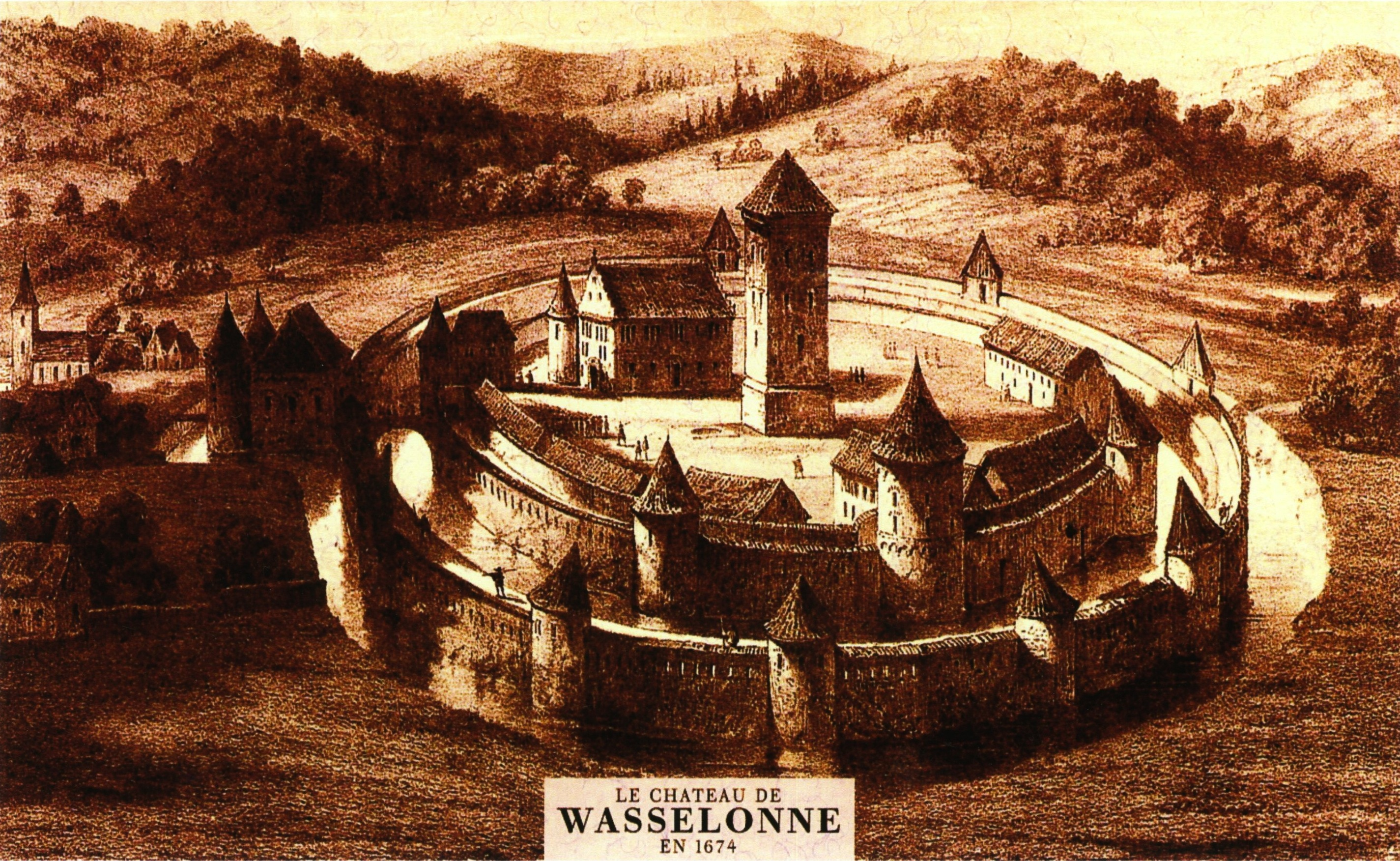
Le château de Wasselonne en 1674,
lithographie du XIXe siècle d'après une gravure ancienne.

Les ruines du château de Wasselonne sont inscrites aux monuments historiques depuis 1931. Il n’en subsiste que la porte d’entrée surmontée d’une tour carrée, l’ancienne demeure du bailli, quelques pans de murs d’enceinte ainsi que la base d’une tour ronde. Cependant, de nombreuses gravures du XVIIe siècle permettent de savoir à quoi il ressemblait à cette époque.

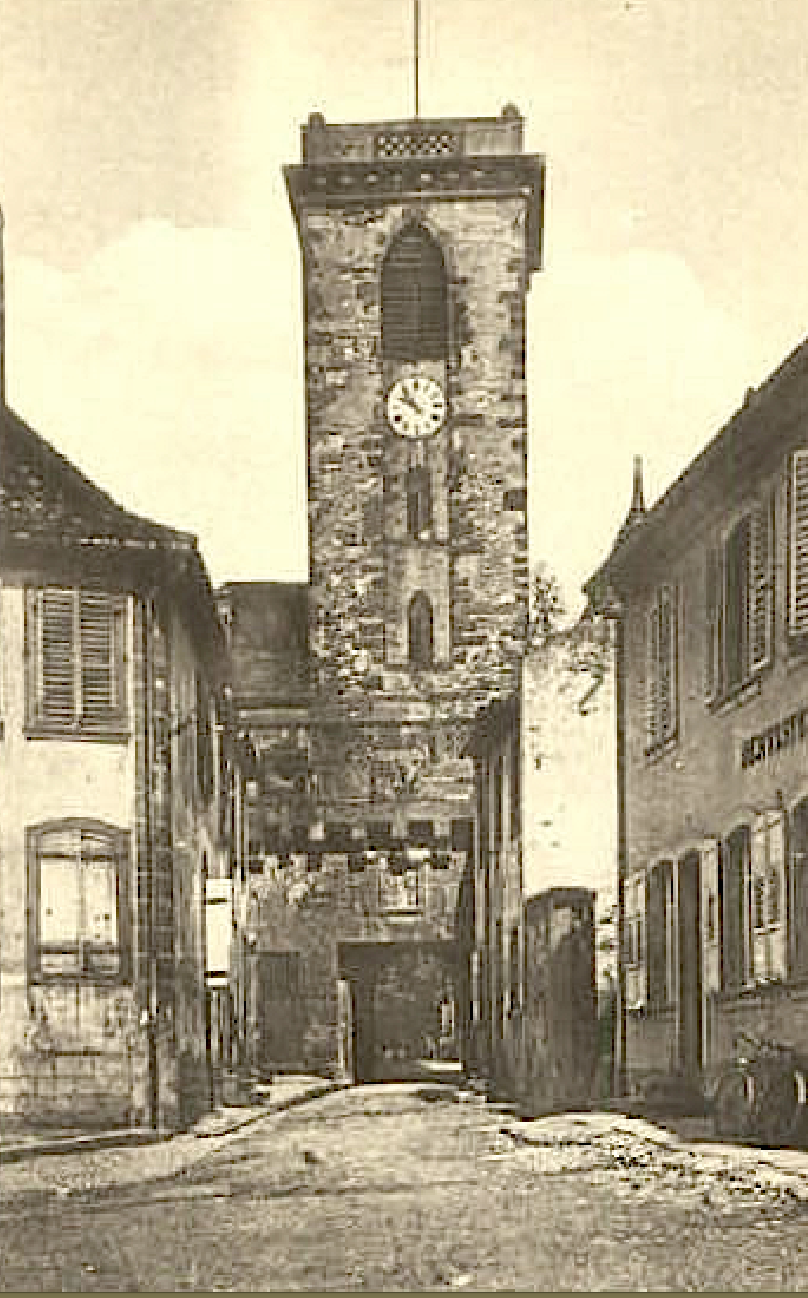

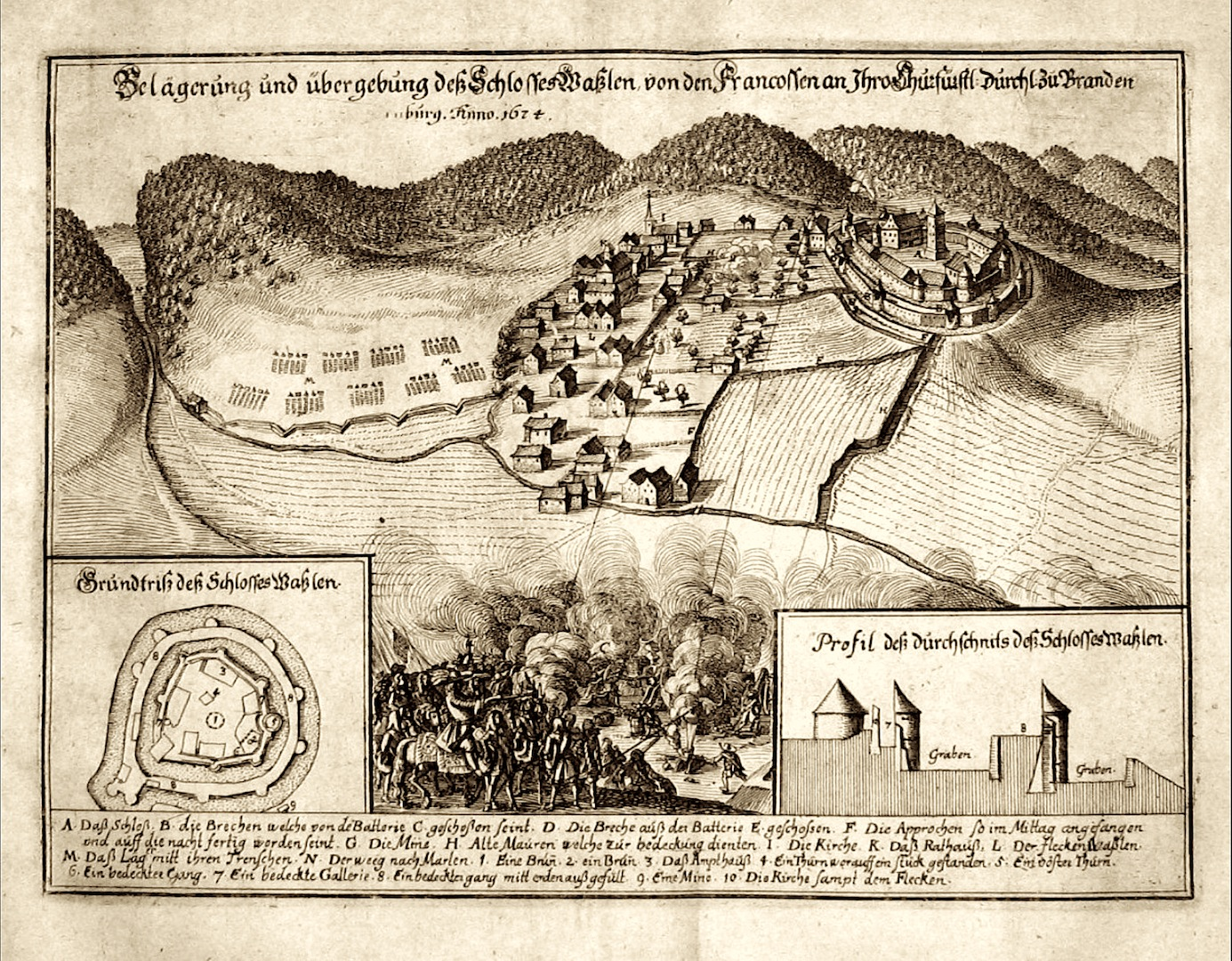
Plan du château de Wasselonne, cuivre gravé par Mathias Mérian en 1682.
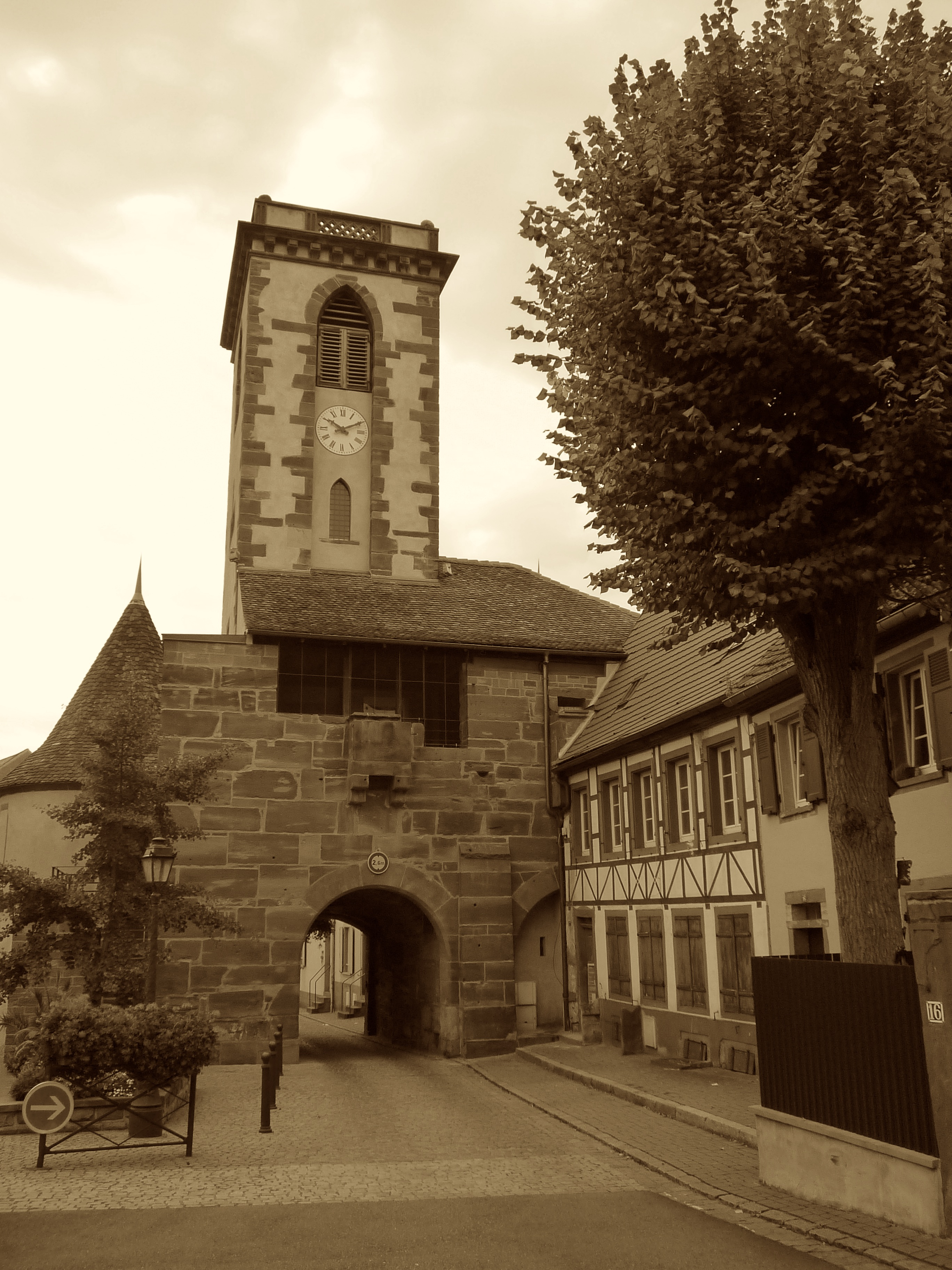
La porte flanquée de deux tourelles rondes a été surélevée en 1789 par une tour carrée, afin de remplacer la tour de guet se trouvant au centre du château et détruite en 1674. La partie inférieure comportait le logement du gardien et des cellules pour prisonniers. Une meurtrière au-dessus de la voûte de la porte d’entrée est fermée par une pierre de taille cylindrique que l’on peut faire pivoter facilement. En dessous, un cadre comportait les armoiries du seigneur local, armoiries qui furent martelées lors de la Révolution française.
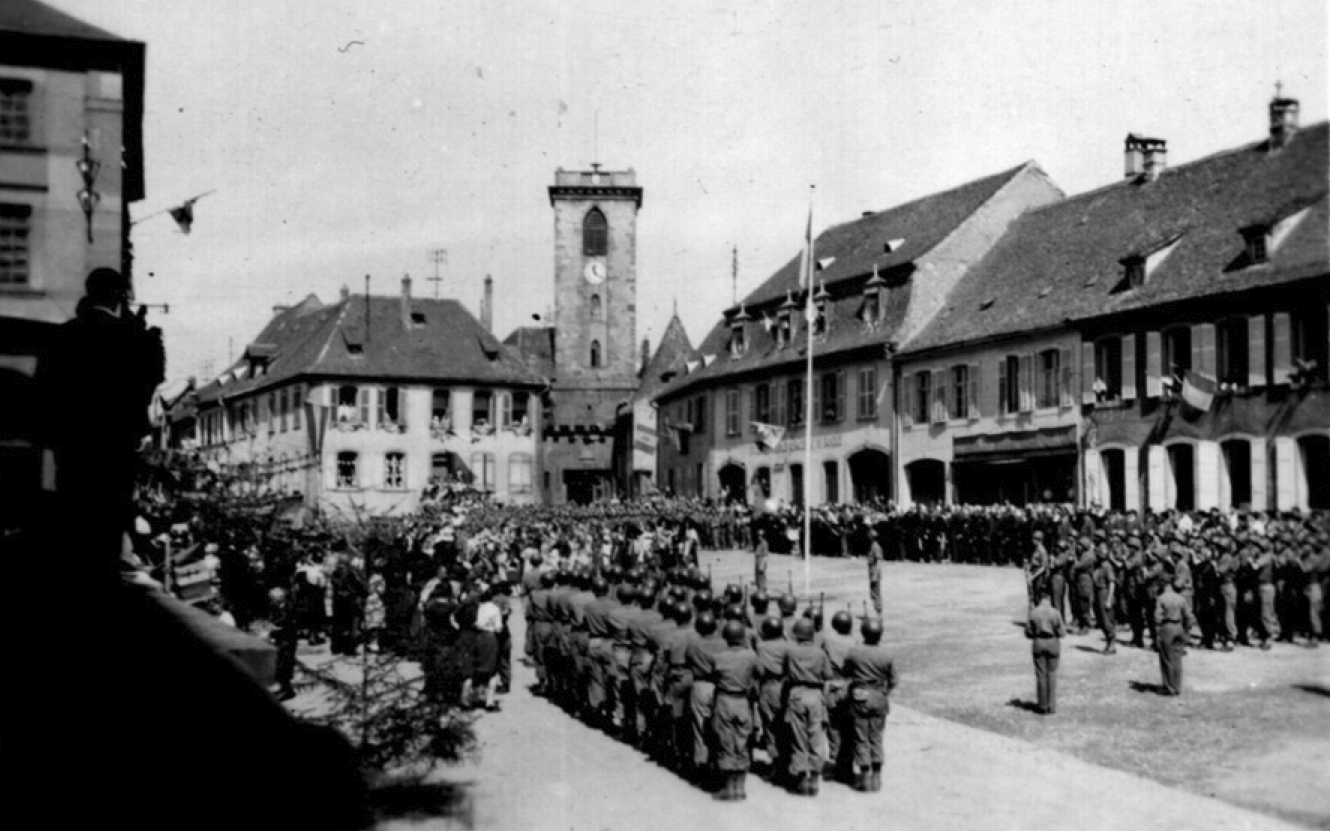
Cérémonie de la Libération de Wasselonne en novembre 1944.

- La tour comporte une cloche de 760 kg datée de 1818 et un mécanisme d’horlogerie daté de 1881.
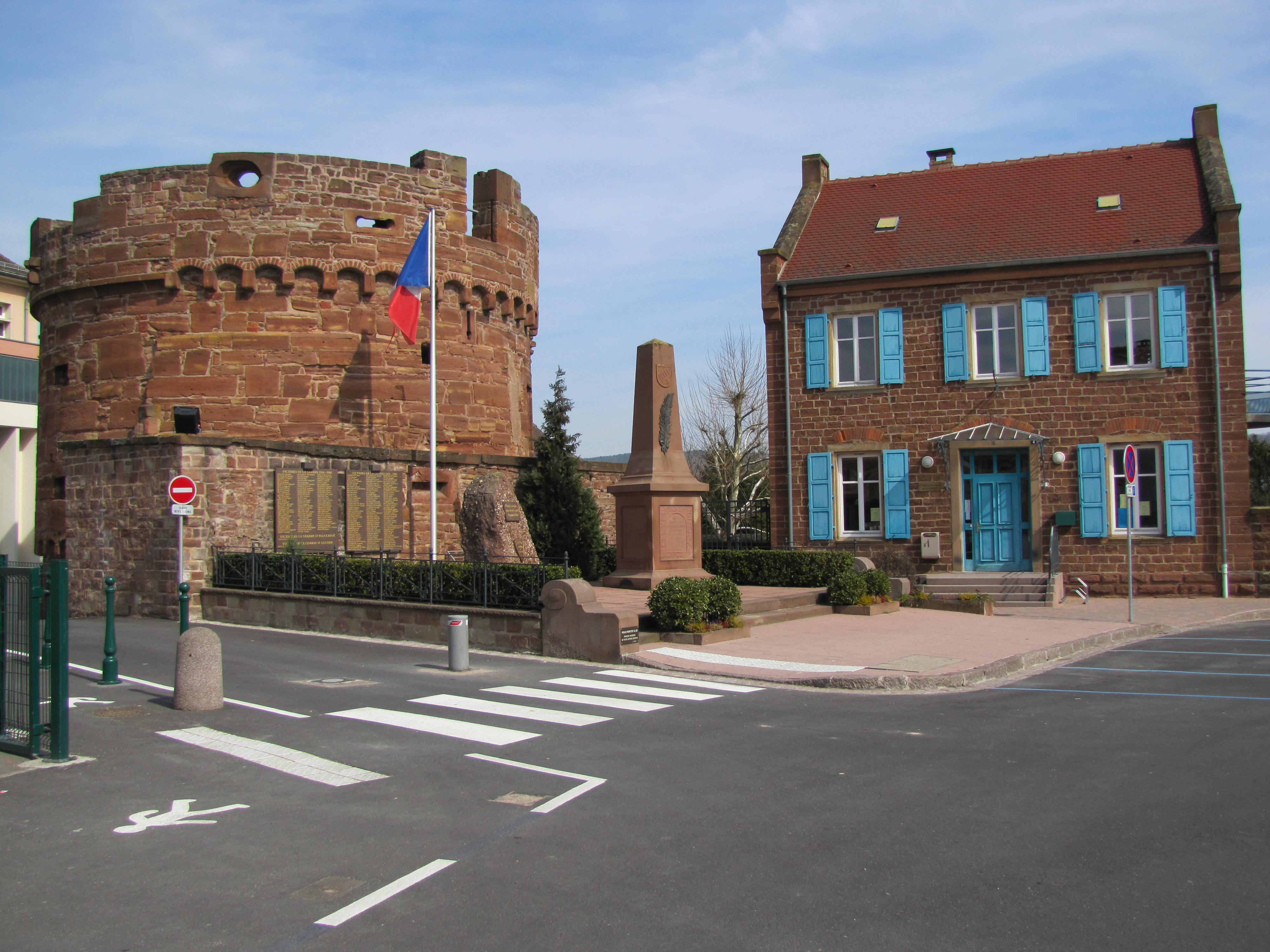
La tour ronde, restes de l’ancien donjon du château, devant laquelle a été érigé le monument aux morts des Première et Seconde Guerre mondiale, de l’incorporation de force, de la Guerre d'Indochine et de la Guerre d'Algérie.
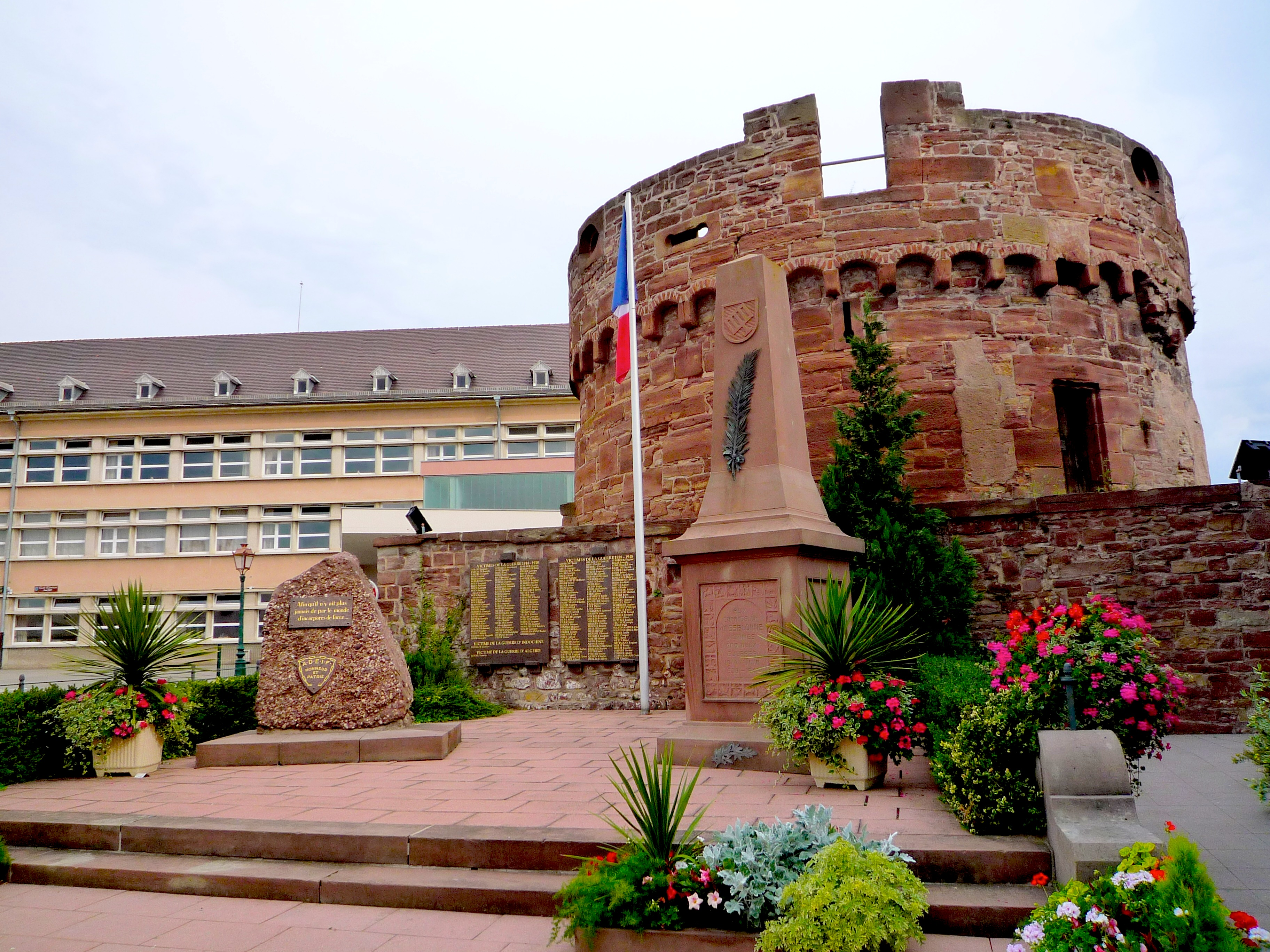
Wasselonne, monument aux morts dans la cour de l’ancien château, août 2011.

- La demeure du Bailli qui a été agrandie en 1876. Elle sert désormais de Salle prévôtale.
- Des vestiges du mur d’enceinte, du fossé extérieur et des remparts.
- Le bâtiment du Tribunal cantonal, construit en 1880.

Dans la cour, le Groupe scolaire Marcel Jost a été construit entre 1950 et 1953. Il regroupe deux écoles maternelles et une école primaire.

## Accès
Le château se situe au centre de Wasselonne, sur la place du Général Leclerc et est accessible depuis la route, en arrivant de Paris (480 km), ou de Strasbourg (25 km), par la D 1004 jusqu’à Wasselonne.
Au départ de la gare routière de Strasbourg, la ligne 230 dessert Wasselonne quotidiennement. L'un des arrêts de bus de la ville est non loin de la Tour Carrée. Le château se trouve proximité de la gare LGV Est européenne  de Saverne.